# Kostas Paskalis
Kostas Paskalis (* 1. September 1929 in Levadia, Griechenland; † 9. Februar 2007 bei Athen) war ein griechischer Opernsänger. Er galt in den 1960er- und 1970er-Jahren als einer der besten Baritone der Welt.

## Leben
Paskalis studierte Klavier am Konservatorium in Athen, nahm gleichzeitig Gesangsstunden und debütierte 1951 an der Athener Oper in der Titelrolle von Verdis Rigoletto, die eine seiner glanzvollsten Partien bleiben sollte. 1958 sang er zum ersten Mal an der Wiener Staatsoper, der er während seiner internationalen Karriere immer treu blieb. Weitere Bühnenerfolge hatte er an der Mailänder Scala, am Royal Opera House Covent Garden in London und an der Metropolitan Opera New York. Er gastierte aber auch oft bei den Festspielen in Glyndebourne und wirkte 1966 an der Uraufführung von Hans Werner Henzes Die Bassariden bei den Salzburger Festspielen mit.
Paskalis glänzte insbesondere im italienischen dramatischen Fach, so als Marquis Posa in Verdis Don Carlos, als Graf Luna im Trovatore (Troubadour) sowie als Rigoletto und Nabucco, aber auch als Scarpia in Puccinis Tosca und als Tonio in Leoncavallos Pagliacci (Der Bajazzo).
Kostas Paskalis war mit der Sopranistin Marina Krilovici verheiratet. Er wurde zum Kammersänger der Wiener Staatsoper ernannt und wirkte in den 1980er Jahren als Intendant der Athener Oper. Seit Beendigung seiner Bühnenlaufbahn unterrichtete er in Wien Nachwuchssänger. Er wohnte in Kifissia, Athen.

## Diskografie (Auswahl)
- Bizet: Carmen mit Grace Bumbry und Jon Vickers, Leitung: Rafael Frühbeck de Burgos (CD)
- Verdi: Macbeth mit Josephine Barstow, Leitung: John Pritchard (Video)
- Verdi: Rigoletto mit Luciano Pavarotti, Leitung: Carlo Maria Giulini (CD)

| Personendaten    | Personendaten            |
| ---------------- | ------------------------ |
| NAME             | Paskalis, Kostas         |
| KURZBESCHREIBUNG | griechischer Opernsänger |
| GEBURTSDATUM     | 1. September 1929        |
| GEBURTSORT       | Levadia, Griechenland    |
| STERBEDATUM      | 9. Februar 2007          |
| STERBEORT        | bei Athen                |